# Bartolomeo Platina

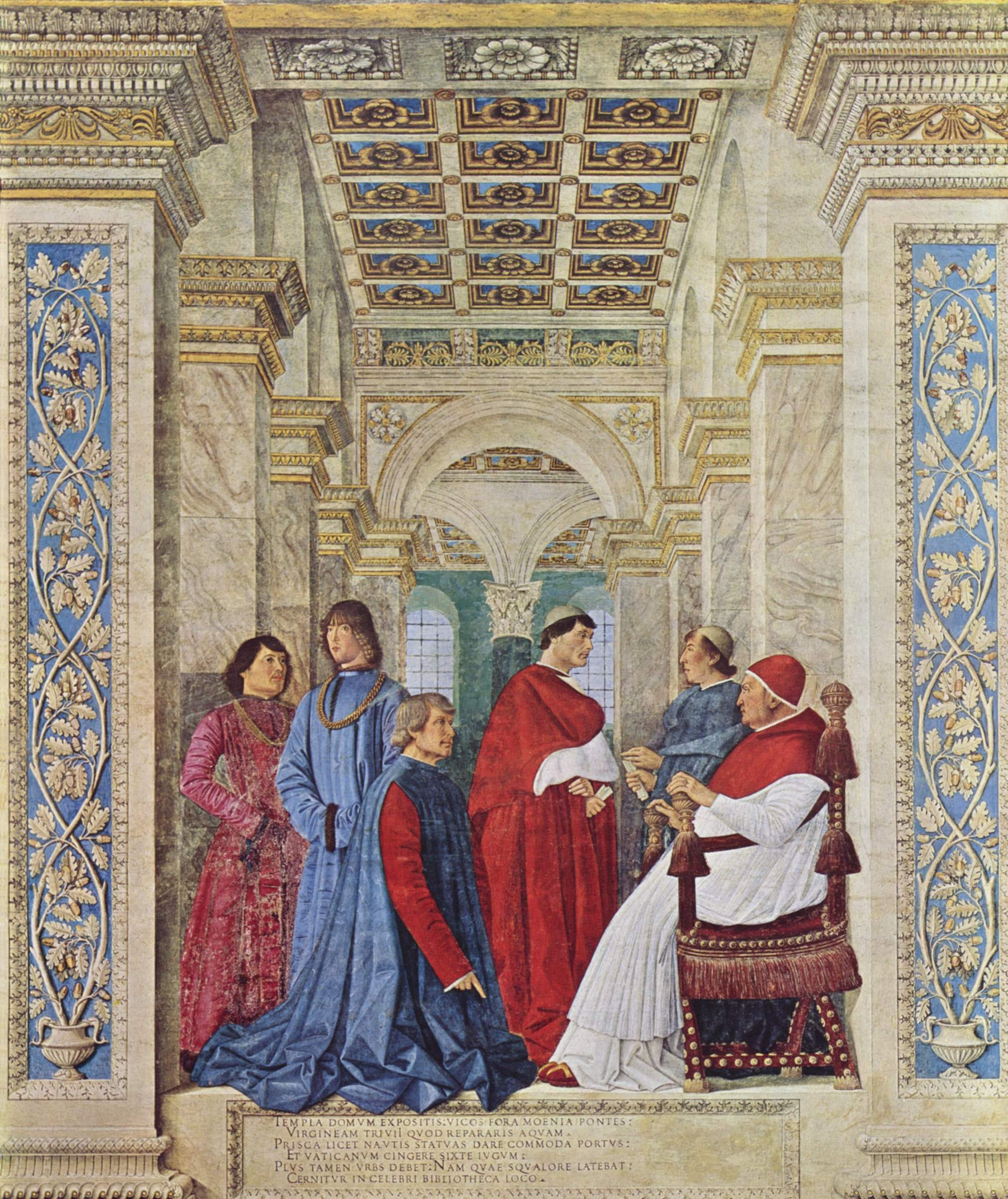
Papst Sixtus IV. ernennt Platina zum Präfekten der Vatikanischen Bibliothek. Fresko von Melozzo da Forlì

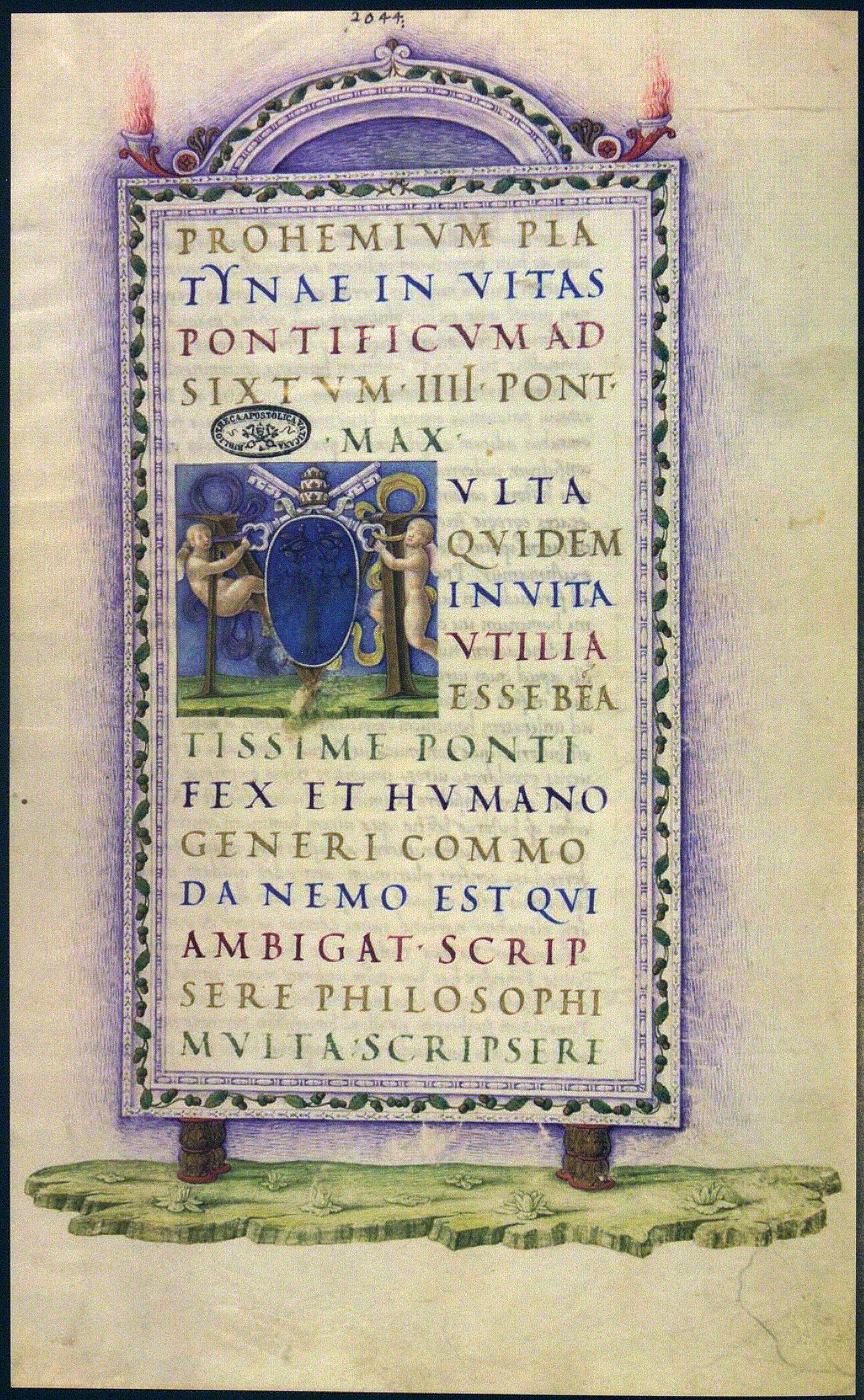
Der Anfang von Platinas Vorrede zu seiner Papstchronik De vita Christi ac omnium pontificum im Widmungsexemplar für Papst Sixtus IV., der Handschrift Biblioteca Apostolica Vaticana, Vat. lat. 2044, fol. 1r

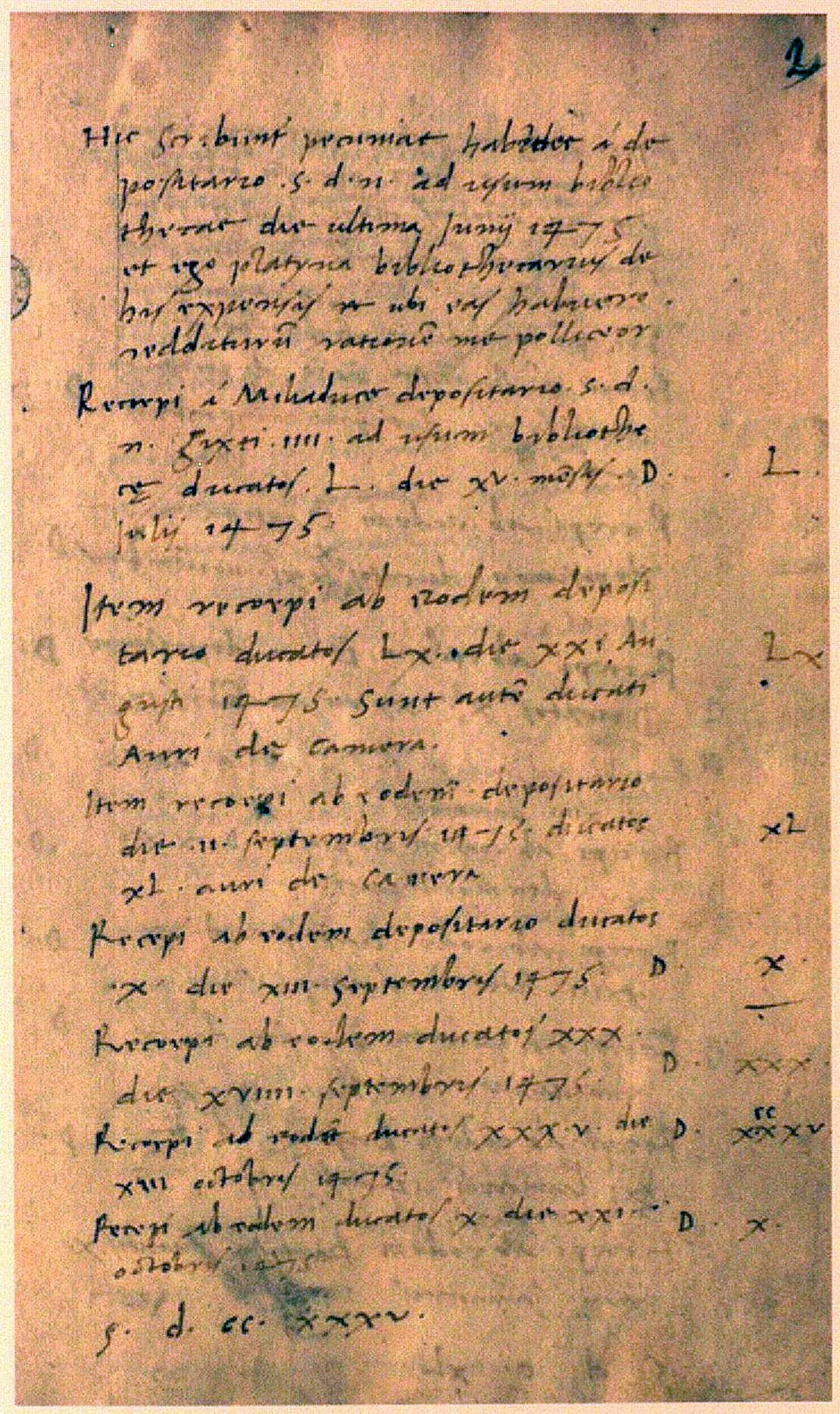
Der Anfang des ersten Rechnungsbuchs, das Platina als päpstlicher Bibliothekar schrieb (Autograph). Rom, Archivio di Stato, Camerale I, Biblioteca Apostolica Vaticana 1497, fol. 2r

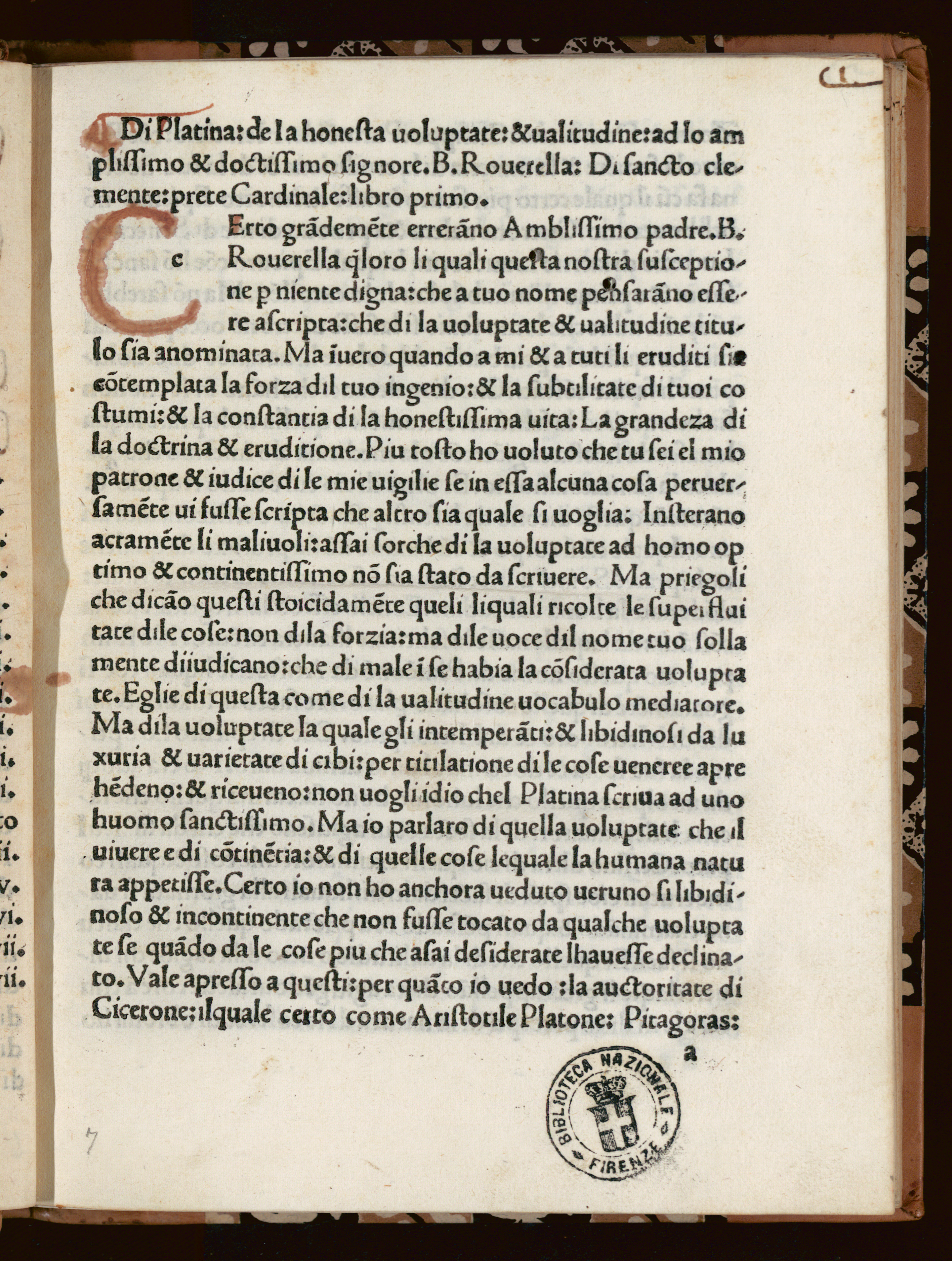
Platinas Traktat De honesta voluptate et valetudine in italienischer Übersetzung in einer 1494 gedruckten Inkunabel

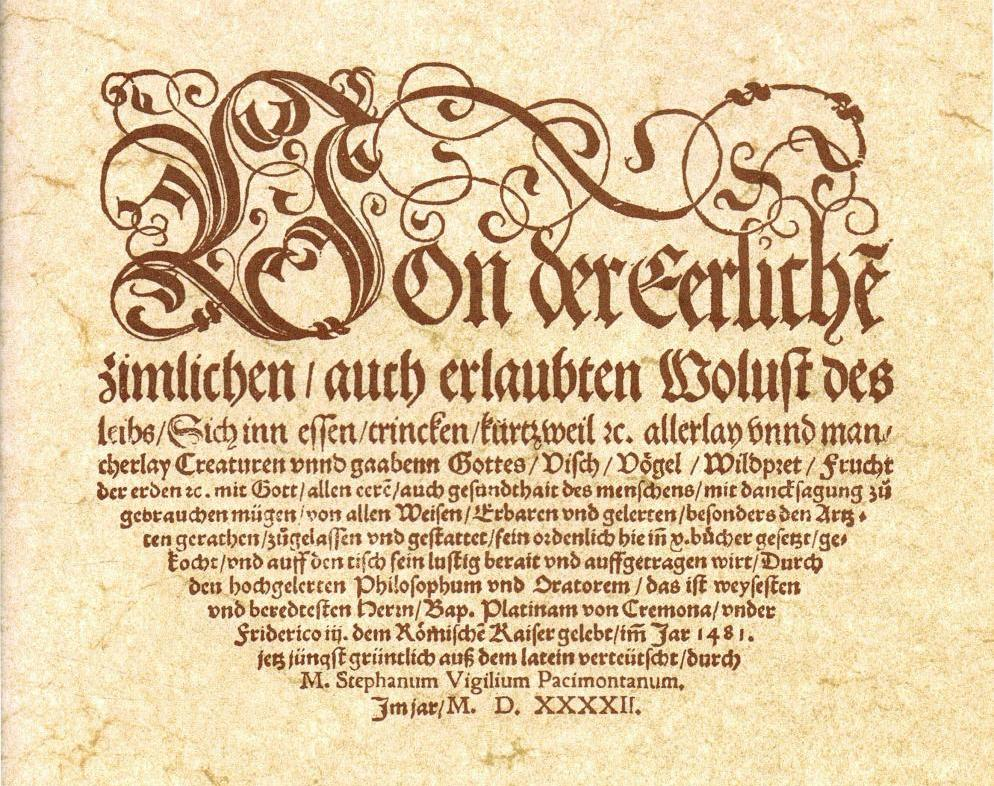
Von der Eerlichē zimlichen / auch erlaubten Wolust des leibs 1542

Bartolomeo Platina (eigentlich Bartolomeo Sacchi; * 1421 in Piadena [lateinisch Platina] bei Cremona; † 21. September 1481 in Rom) war ein italienischer Humanist und Bibliothekar.
Platina studierte ab 1449 in Mantua. 1453 wurde er zum Lehrer der Kinder von Ludovico Gonzaga. Im Jahr 1457 siedelte er nach Florenz über, 1462 nach Rom. Papst Sixtus IV. ernannte ihn 1475 mit der Bulle Ad decorem militantis Ecclesiae zum ersten Bibliothekar der moderneren Biblioteca Apostolica Vaticana (auf dem Bild von Melozzo da Forlì ist Platina kniend dargestellt).
Im Auftrag des Papstes verfasste Platina eine später von Katholiken und Protestanten gleichermaßen geschätzten Papstchronik, die insbesondere in der Darstellung der eigenen Zeit hohen Quellenwert besitzt. Sie erschien 1479 erstmals im Druck. Diese Chronik enthält unter anderem die unzutreffende Behauptung, Johannes VIII. sei kein Mann, sondern eine verkleidete Frau gewesen, die sogenannte Päpstin Johanna. Bereits 1546 wurde sie von dem Straßburger Reformator Kaspar Hedio ins Deutsche übersetzt und zusammen mit der ersten deutschen Übersetzung der Grabrede Philipp Melanchthons auf Martin Luther gedruckt. 1580 wurde die Chronik auf den Index der katholischen Kirche gesetzt. 
1474 erschien in Venedig, und ein Jahr später in Rom, sein Werk De honesta voluptate et valetudine, das als erstes Kochbuch der Renaissance gilt. Der Bestseller, der in zahlreiche Sprachen übersetzt wurde, enthält neben Kochanleitungen auch Empfehlungen zur Gestaltung eines Haushalts.

## Ausgaben und Übersetzungen
- Maria Grazia Blasio (Hrsg.): Bartholomaei Platynae De falso et vero bono. Edizioni di Storia e Letteratura, Rom 1999, ISBN 88-87114-31-5 (kritische Edition)
- Mary Ella Milham (Hrsg.): Platina: On Right Pleasure and Good Health. Medieval & Renaissance Texts & Studies, Tempe (Arizona) 1998, ISBN 0-86698-208-6 (kritische Edition von De honesta voluptate et valetudine mit englischer Übersetzung)
- Anthony F. D’Elia (Hrsg.): Bartolomeo Platina: Lives of the Popes. Harvard University Press, Cambridge (Massachusetts) 2008 ff. (lateinischer Text und englische Übersetzung)
  - Band 1: Antiquity, 2008, ISBN 978-0-674-02819-7